# Пономаренко Микола Михайлович
Мико́ла Миха́йлович Пономаре́нко (с. Ждани Лубенського району Полтавської області) — український філософ, письменник.
Народився в селі Ждани Лубенського району Полтавської області 19 лютого 1949 року, однак з 1976 року проживає в США.
Автор книги «Оріянство. Українська духовна мудрість, або Роздуми про Щастя». Київ. «Геопринт» 2008.